# Rue Marie-Stuart (Reims)
Pour les articles homonymes, voir Rue Marie-Stuart.
La rue Marie-Stuart est une voie de la commune de Reims, située au sein du département de la Marne, en région Grand Est en France.

## Situation et accès
La rue appartient administrativement au quartier centre-ville de Reims.
La voie est à sens unique est/ouest sur toute sa longueur avec, une piste cyclable à contre-sens.

## Origine du nom
La prend le nom de Marie Stuart, souveraine du royaume d’Écosse du 14 décembre 1542 au 24 juillet 1567 et reine de France du 10 juillet 1559 au 5 décembre 1560 ; sa tante était abbesse de l'Abbaye Saint-Pierre-les-Dames et où sa mère fut enterrée.

## Historique
L'abbaye fut détruite pendant la Révolution au profit de l'actuelle rue Marie-Stuart. Ce percement détruisit le corps de logis du palais abbatial ainsi que les vastes jardins. Seuls les deux pavillons d'angle subsistent, ainsi qu'une partie des bâtiments conventuels où s'établirent une filature.

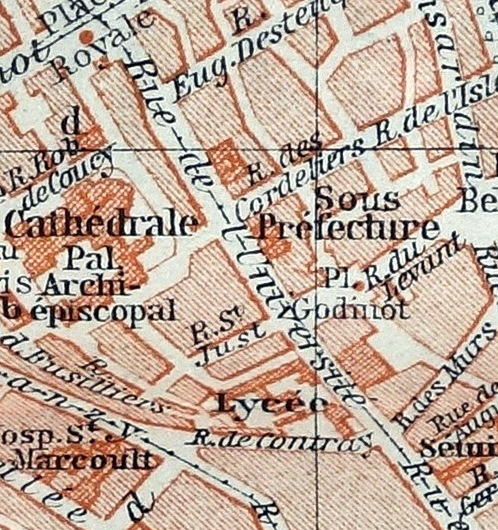
Alors rue du Levant en 1908.